# Combiné nordique à l'Universiade d'hiver de 2009
Pour des articles plus généraux, voir Combiné nordique aux Universiades et Universiade d'hiver 2009.
Navigation
Turin - 2007 Erzurum - 2011
Les épreuves de combiné nordique à l'Universiade d'hiver 2009 se déroulent du 20 février 2009 au 24 février 2009.
Trois épreuves masculines figurent au programme de cette compétition. Elles sont remportées par l'Allemand Steffen Tepel, le Japonais Koichiro Sato et le relais japonais.
Le Japon est la nation la plus médaillée avec quatre médailles, deux en or et deux en argent.

## Organisation

### Calendrier
| Hommes | Tremplin normal |  |  |  |  |  |  |  |  |  |  |  |
| Hommes | Mass start      |  |  |  |  |  |  |  |  |  |  |  |
| Hommes | Par équipes     |  |  |  |  |  |  |  |  |  |  |  |

|  | Entraînements non officiels |  | Entraînements officiels |  | Jour de l'épreuve |

### Format des épreuves

#### Individuel au tremplin normal
Les athlètes exécutent premièrement un saut sur le tremplin normal suivi d’une course de ski de fond de 10 km qui consiste à parcourir quatre boucles de 2,5 km. À la suite du saut, des points sont attribués pour la longueur et le style. Le départ de la course de ski de fond s'effectue selon la méthode Gundersen (1 point = 4 secondes), le coureur occupant la première place du classement de saut s’élance en premier, et les autres s’élancent ensuite dans l’ordre fixé. Le premier skieur à franchir la ligne d’arrivée remporte l’épreuve.

#### Départ en ligne
Les compétiteurs disputent une course de fond en partant tous en même temps. À l'issue de cette course, le vainqueur reçoit une note de 120 points, on enlève alors aux autres 15 points par minute perdue après le temps du vainqueur de la course de fond, vient ensuite une épreuve de saut à ski qui déterminera le classement final.

#### Par équipe
Habituellement constitué de quatre concurrents, le relais comprend ici trois athlètes qui effectuent individuellement un saut sur le tremplin (K 95). On additionne ensuite les résultats de chaque membre de l’équipe. L’équipe qui obtient le pointage total le plus élevé sera la première équipe à partir dans la partie du ski de fond qui consiste en un relais 3 × 5 km. Comme dans l'individuel, on détermine les temps de départ dans un ordre fixé selon le tableau de Gundersen. L’équipe dont le premier skieur franchit la ligne d’arrivée remporte l’épreuve.

## Récit des épreuves

### Gundersen
Steffen Tepel remporte la course après avoir fini 5e du concours de saut,. Chota Hakateyama, 4e après le saut termine à 16 s 6 du vainqueur. Benjamin Kreiner termine à 1 min 51 s 4 du vainqueur.

### Départ en ligne
Le 24 février 2009, Koichiro Sato s'impose devant son compatriote Takehiro Nagai et le tchèque Petr Kutal.

### Podiums
| Épreuves                                        | Or                                                     | Or            | Argent                                                         | Argent        | Bronze                                                        | Bronze        |
| ----------------------------------------------- | ------------------------------------------------------ | ------------- | -------------------------------------------------------------- | ------------- | ------------------------------------------------------------- | ------------- |
| Tremplin normal - Gundersen résultats détaillés | Steffen Tepel                                          | 34 min 38 s 1 | Chota Hakateyama                                               | 34 min 54 s 7 | Benjamin Kreiner                                              | 36 min 29 s 5 |
| Mass start résultats détaillés                  | Koichiro Sato                                          | 227,7 points  | Takehiro Nagai                                                 | 224,9 points  | Petr Kutal                                                    | 223,4 points  |
| Par équipe - Gundersen résultats détaillés      | Japon- Takehiro Nagai - Naoki Kaede - Chota Hatakeyama | 36 min 4 s 5  | Allemagne- Jens Kaufmann - Florian Schillinger - Steffen Tepel | 36 min 38 s 1 | Russie- Michail Barinov - Aleksandr Nikiforov - Pavel Bazarov | 37 min 9 s 5  |

## Résultats détaillés

### Tremplin normal / Gundersen
Le tableau ci-dessous montre les résultats de la compétition avec le nom des participants, leur pays, leur classement, les temps dans l'épreuve de fond, la longueur de leur saut et les points qu'ils ont remporté dans les deux épreuves.
| Position | Athlète | Nation | Distance (m) | Points | Retard au départ | Temps du ski de fond | Écart |
| -------- | ------- | ------ | ------------ | ------ | ---------------- | -------------------- | ----- |
| 1.       |         |        |              |        |                  |                      |       |
| 2.       |         |        |              |        |                  |                      |       |
| 3.       |         |        |              |        |                  |                      |       |
| 4.       |         |        |              |        |                  |                      |       |
| 5.       |         |        |              |        |                  |                      |       |
| 6.       |         |        |              |        |                  |                      |       |
| 7.       |         |        |              |        |                  |                      |       |
| 8.       |         |        |              |        |                  |                      |       |
| 9.       |         |        |              |        |                  |                      |       |
| 10.      |         |        |              |        |                  |                      |       |
| 11.      |         |        |              |        |                  |                      |       |
| 12.      |         |        |              |        |                  |                      |       |
| 13.      |         |        |              |        |                  |                      |       |
| 14.      |         |        |              |        |                  |                      |       |
| 15.      |         |        |              |        |                  |                      |       |
| 16.      |         |        |              |        |                  |                      |       |
| 17.      |         |        |              |        |                  |                      |       |
| 18.      |         |        |              |        |                  |                      |       |
| 19.      |         |        |              |        |                  |                      |       |
| 20.      |         |        |              |        |                  |                      |       |
| 21.      |         |        |              |        |                  |                      |       |
| 22.      |         |        |              |        |                  |                      |       |
| 23.      |         |        |              |        |                  |                      |       |
| 24.      |         |        |              |        |                  |                      |       |
| 25.      |         |        |              |        |                  |                      |       |
| 26.      |         |        |              |        |                  |                      |       |

### Mass start
Le tableau ci-dessous montre les résultats de la compétition avec le nom des participants, leur pays, leur classement, les temps dans l'épreuve de fond, la longueur de leurs sauts et les points qu'ils ont remporté dans les deux épreuves.
| Position | Athlète | Nation | Temps | Points | Sauts (en m) | Points saut à ski | Total |
| -------- | ------- | ------ | ----- | ------ | ------------ | ----------------- | ----- |
| 1.       |         |        |       |        |              |                   |       |
| 2.       |         |        |       |        |              |                   |       |
| 3.       |         |        |       |        |              |                   |       |
| 4.       |         |        |       |        |              |                   |       |
| 5.       |         |        |       |        |              |                   |       |
| 6.       |         |        |       |        |              |                   |       |
| 7.       |         |        |       |        |              |                   |       |
| 8.       |         |        |       |        |              |                   |       |
| 9.       |         |        |       |        |              |                   |       |
| 9.       |         |        |       |        |              |                   |       |
| 11.      |         |        |       |        |              |                   |       |
| 12.      |         |        |       |        |              |                   |       |
| 13.      |         |        |       |        |              |                   |       |
| 14.      |         |        |       |        |              |                   |       |
| 15.      |         |        |       |        |              |                   |       |
| 16.      |         |        |       |        |              |                   |       |
| 17.      |         |        |       |        |              |                   |       |
| 18.      |         |        |       |        |              |                   |       |
| 19.      |         |        |       |        |              |                   |       |
| 20.      |         |        |       |        |              |                   |       |
| 21.      |         |        |       |        |              |                   |       |
| 22.      |         |        |       |        |              |                   |       |
| 23.      |         |        |       |        |              |                   |       |
| 24.      |         |        |       |        |              |                   |       |
| 25.      |         |        |       |        |              |                   |       |

### Par équipes
Le tableau ci-dessous montre les résultats de la compétition avec le nom des participants, leur pays, leur classement, la longueur de leurs sauts et les points qu'ils ont remporté dans les deux épreuves.
| Rang | Dossard | Pays | Longueur (m) | Points | Différence de temps | Temps | Rang du ski de fond | Classement final |
| ---- | ------- | ---- | ------------ | ------ | ------------------- | ----- | ------------------- | ---------------- |
| 1    |         |      |              |        |                     |       |                     |                  |
| 2    |         |      |              |        |                     |       |                     |                  |
| 3    |         |      |              |        |                     |       |                     |                  |
| 4    |         |      |              |        |                     |       |                     |                  |
| 5    |         |      |              |        |                     |       |                     |                  |
| 6    |         |      |              |        |                     |       |                     |                  |
| 7    |         |      |              |        |                     |       |                     |                  |

## Tableau des médailles
| Rang  | Nation             | Or | Argent | Bronze | Total |
| ----- | ------------------ | -- | ------ | ------ | ----- |
| 1     | Japon              | 2  | 2      | 0      | 4     |
| 2     | Allemagne          | 1  | 1      | 0      | 2     |
| 3     | Autriche           | 0  | 0      | 1      | 1     |
| 3     | Russie             | 0  | 0      | 1      | 1     |
| 3     | République tchèque | 0  | 0      | 1      | 1     |
| Total | Total              | 3  | 3      | 3      | 9     |